# بياسابوسيو
بياسابوسيو (بالبرتغالية: Piaçabuçu‏) هي بلدية تقع في البرازيل في ألاغواس.[بحاجة لمصدر] يقدر عدد سكانها بـ 25,080 نسمة ومساحتها 242.9 كم2 وترتفع عن سطح البحر 5 متر.